# 大阪市立西中学校
大阪市立西中学校（おおさかしりつ にし ちゅうがっこう）は、大阪府大阪市西区にある公立中学校。
西区で最初の新制中学校として、1947年に現在地で創立した。校舎および校地は、戦災で廃校となった花園国民学校のものを転用した。創立当初は西区全域を校区としていたが、その後大阪市立西第二中学校（現在の大阪市立花乃井中学校）を分離している。

## 沿革
- 1947年4月1日 - 大阪市立西第一中学校として創立。
- 1947年4月20日 - 校章・校歌制定。
- 1949年4月1日 - 大阪市立西第二中学校（現大阪市立花乃井中学校）を分離。
- 1949年5月1日 - 大阪市立西中学校と改称。
- 1961年8月17日 - プール竣工。
- 1975年12月4日 - 学校体育の活動で、文部省表彰を受ける。
- 2001年10月26日 - 社会科全国大会公民的分野の会場となり、研究授業を実施。

## 通学区域
- 大阪市立九条東小学校、大阪市立九条南小学校、大阪市立九条北小学校の通学区域。

大阪市西区 九条1-3丁目、九条南1-4丁目、境川1-2丁目、安治川1-2丁目の全域、および千代崎1丁目・2丁目の一部。
※西区千代崎1・2丁目のうち当校校区に指定されていない地域、千代崎3丁目、本田1丁目の一部は大阪市立堀江中学校の校区に指定されているが、調整区域として西中学校への通学も可能となっている。

## 出身者
- 田尾安志 - 元プロ野球選手[1]

## 交通
- Osaka Metro長堀鶴見緑地線 ドーム前千代崎駅 2号出口から西へ約50m。
- 阪神なんば線 ドーム前駅 北へ約300m。
- 大阪シティバス ドーム前千代崎バス停。
- 大阪環状線 大正駅 北西へ約700m。
- Osaka Metro千日前線 西長堀駅 7A・7B号出口から南西へ約900m。